# Baridustas
Los baridustas eran una tribu iIliria que vivían en Dalmacia, en torno a Bariduum, un asentamiento situado entre Salona y Servitium, más exactamente a 50 kilómetros al norte de Salona, que se ha identificado con la zona del yacimiento de Livno, en la actual Bosnia y Herzegovina. Solo están atestiguados en material epigráfico.
Los baridustas están documentados, junto con otras tribus ilirias como los pirustas y los sardeates, en el material epigráfico de Alburnus Maior en la Dacia, ciudad minera a la que se trasladaron varios pueblos ilirios en tiempos del emperador romano Trajano.  Recientemente se ha encontrado un gran número de inscripciones que informan del nombre tribal de los baridustas, que se produjeron después de que se trasladaran a la nueva ciudad de Dacia desde sus antiguas zonas tribales en Dalmacia. También se atestigua un k(astellum) Baridust(arum) en Alburnus Maior; sus habitantes formaban un collegium. La existencia de collegia de los baridustas y de los sardeates sugiere sin duda una ubicación de esas comunidades dentro o cerca del distrito minero.